# Острів Кусу
Острів Кусу — один із південних островів Сінгапуру, розташований приблизно за 6 кілометрів на південь від головного острова Сінгапуру нижче Сінгапурської протоки. «Кусу» мовою Хоккієн означає «Острів Черепахи»; острів також відомий як острів Пік або Пулау Тембакул малайською мовою .
Кожного року острів Кусу приваблює тисячі віруючих, які відвідують храм Да Бо Гонг (Туа Пек Конг) і поклоняються йому. Окрім китайського храму, на острові також є три малайські святині (керамати).
З двох оголених частин рифу острів був збільшений до 85,000 квадратного метра (915 фут2) .

## Міфологія
Легенда про острів говорить, що чарівна черепаха перетворилася на острів, щоб врятувати двох моряків, малайця та китайця, які зазнали корабельної трощі.

## Зручності
На вершині скелястого пагорба на острові Кусу розташовані три керамати (або храми малайських святих) на честь благочестивої людини (Сеїда Абдула Рахмана), його матері (Ненек Галіб) і його сестри (Путері Фатіми). Віруючі піднімаються 152 сходинками, що ведуть до кераматів, щоб помолитися про багатство, добрий шлюб, міцне здоров’я та злагоду. Святині також були популярні серед бездітних пар, які молилися за дітей. 17 квітня 2022 року внаслідок пожежі керамати сильно постраждали. 
Також на острові Кусу розташований популярний китайський храм, присвячений Да Бо Гун (大伯公), або Туа Пек Конг (Великий дядько), також відомий як Фуде Чженшен (福德正神) і На Тук Конг (Дато Керамат або "拿督公"). У храмі, побудованому в 1923 році багатим бізнесменом, зберігаються два головних китайських божества : Да Бо Гун і Гуань Інь ("观音", або Богиня Милосердя). Перший високо цінується як такий, що має силу дарувати процвітання, лікувати хвороби, заспокоювати море та відвертати небезпеку, тоді як Гуань Інь відомий як «Дарувач синів».

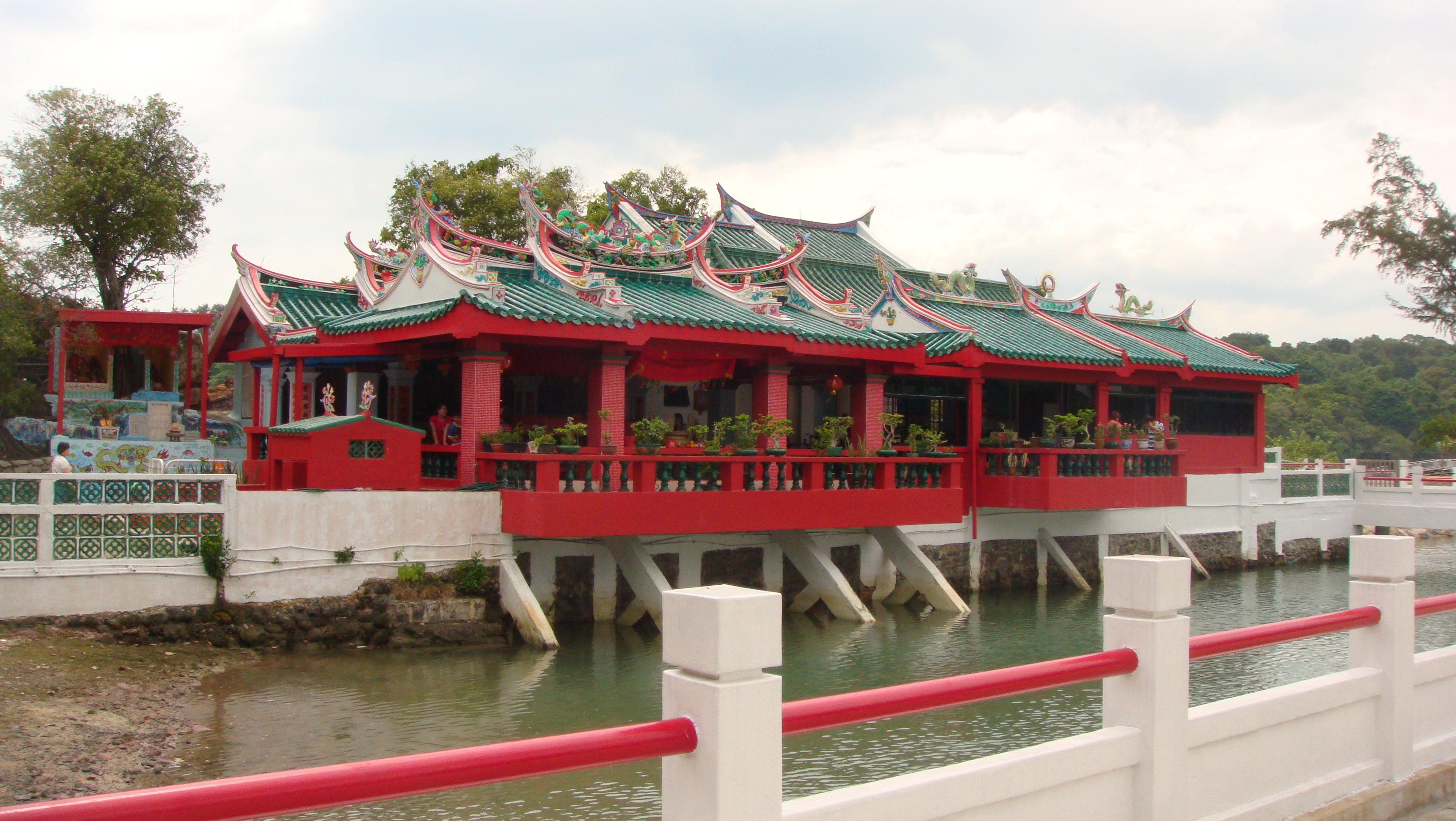
Храм Да Богонг на острові Кусу.

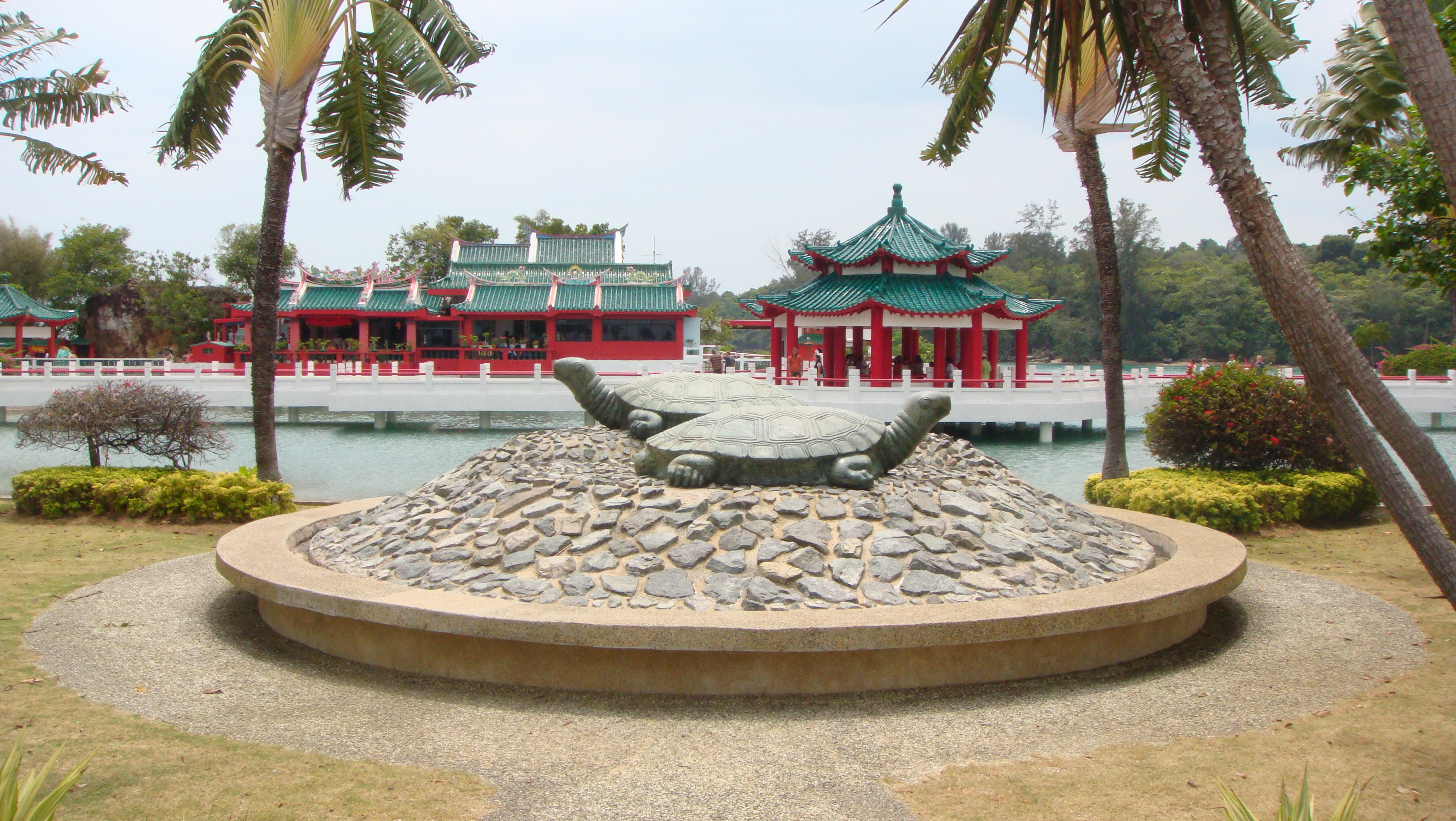
Статуя мармурової черепахи на острові Кусу.

Острів популярний своїми лагунами, незайманими пляжами та загальною спокійною обстановкою. Дістатися острова можна на поромі з сусіднього Південного пірсу Марина. Окремий торговий центр під відкритим небом розташований посередині острова, але він працює лише в певні періоди року, наприклад, під час фестивалів або паломництва до кераматів чи храму. Ночівля на острові заборонена.

## Новинні статті
- Keeping alive Kusu Island pilgrimage. The Straits Times (online). 9 листопада 2017. Процитовано 10 липня 2022.

- Limit of 500 visitors a day during Kusu Island's annual pilgrimage season amid Covid-19. The Straits Times (online). 12 вересня 2021. Процитовано 10 липня 2022.

- Malay shrines in Kusu Island blaze were built for pious family. The Straits Times (online). 18 квітня 2022. Процитовано 10 липня 2022.

## Зовнішні посилання
- Супутниковий знімок острова Пік - Google Maps
- Інформація для відвідувачів wildsingapore
- Дані дослідження коралових рифів острова Кусу щодо коралових рифів Сінгапуру